# Якименко, Алексей Андреевич
Алексей Андреевич Якименко (род. 31 октября 1983 года в Барнауле, Алтайский край, СССР) — российский фехтовальщик на саблях, 8-кратный чемпион мира, 13-кратный чемпион Европы многократный чемпион России, бронзовый призёр Олимпийских игр 2004 года.

## Биография
Фехтованием занялся в 7 лет. Его первым тренером стал Фицев Алексей Владимирович. В 1998 году впервые выступил за сборную России. С 13 лет проживает в Москве. Выступает за клуб «Динамо» (Москва). Личный тренер — Филатов Александр Валентинович и Кристиан Бауэр. Имеет два высших образования. 1-е образование: закончил Российский государственный университет физической культуры, спорта и туризма (РГУФК). 2-е образование: магистр Московского государственного университета им. М. В. Ломоносова. Факультет: Высшая школа культурной политики и управления в гуманитарной сфере.С 2017 по 2019 год директор СШОР МГФСО по фехтованию. Старший тренер молодежной сборной России по фехтованию до 23 лет. С 2019 года заместителя генерального директора по спорту МГФСО .

## Спортивные Достижения
- Бронзовый призёр Олимпийских Игр-2004 (ком). Участник трех Олимпийских игр  (Афины 2004, Пекин 2008, Лондон 2012).
- Чемпион мира в личном первенстве (2015) и семикратный чемпион мира в команде.
- Трижды обладатель Кубка мира.
- Тринадцатикратный чемпион Европы.
- Заслуженный мастер спорта.
- Победитель первенства Европы среди юниоров (2000, 2001, 2002) в командном первенстве.
- Серебряный призёр первенства Европы среди юниоров (2002) в личном первенстве.
- Чемпион мира среди юниоров (2002, 2003) в личном первенстве.
- Чемпион мира среди юниоров (2002) в командном первенстве.
- Чемпион Европы (2006, 2010, 2011, 2012, 2014) в личном первенстве.
- Чемпион Европы (2003, 2004, 2005, 2007, 2008, 2012) в командном первенстве.
- Серебряный призёр чемпионата Европы (2003, 2007, 2008, 2013) в личном первенстве.
- Серебряный призёр чемпионата Европы (2014) в командном первенстве.
- Бронзовый призёр чемпионата Европы (2004, 2015) в личном первенстве.
- Чемпион мира (2002, 2003, 2005, 2010, 2011, 2013, 2016) в командном первенстве.
- Бронзовый призёр чемпионата мира (2005) в личном первенстве.
- Бронзовый призёр чемпионата мира (2006) в командном первенстве.
- Победитель Всемирной универсиады (2005, 2007) в личном первенстве.
- Победитель Всемирной универсиады (2001, 2003, 2005) в командном первенстве.
- Бронзовый призёр Всемирной универсиады (2007) в командном первенстве.
- Бронзовый призёр Игр XXVIII Олимпиады в Афинах (2004) в командном первенстве.
- Обладатель Кубка мира (2005, 2007, 2011).
- Награждён медалью ордена «За заслуги перед Отечеством» II степени.